# Маленький принц (фільм, 2015)
«Маленький принц» (фр. Le Petit Prince) — французький 3D комп'ютерно- та ляльково-анімаційний драматичний фільм-фентезі, знятий Марком Осборном за однойменним романом Антуана де Сент-Екзюпері 1943 року видання. Світова прем'єра стрічки відбулась 22 травня 2015 року на Каннському кінофестивалі, а в Україні — 26 листопада 2015 року. Фільм розповідає про дівчинку, яка оселяється по сусідству з чудернацьким старим з його неймовірними розповідями про Маленького принца і далекі зірки.

## Голосовий акторський склад
- Райлі Осборн — Маленький принц
  - Пол Радд — дорослий принц
- Маккензі Фой — дівчинка
- Джефф Бріджес — Авіатор
- Рейчел Мак-Адамс — мати
- Маріон Котіяр — Роуз
- Джеймс Франко — лис
- Бенісіо дель Торо — змій
- Пол Джаматті — викладач
- Рікі Джервейс — пихата людина

## Український дубляж
- Фільм дубльовано студією «AAA-Sound» на замовлення компанії «Вольга Україна» у 2015 році.
- Режисер дубляжу: Олександр Єфімов
- Ролі дублювали: Юлія Перенчук, Олег Скрипка, Павло Скороходько, Сергій Притула, Андрій Альохін, Катерина Брайковська, Юрій Ребрик, Ярослав Чорненький, Ірина Грей, Олександр Єфімов та інші[3].